# Гайтлер, Вальтер
Ва́льтер Ге́нрих Га́йтлер (нем. Walter Heinrich Heitler; Карлсруэ, Германская империя, 2 января 1904 — 15 ноября 1981, Цолликон, Швейцария) — немецкий физик, прославившийся вкладом в квантовую электродинамику и квантовую теорию поля, а также созданием и разработкой теории ковалентной связи.

## Биография
В 1922 году Гайтлер окончил Техническую школу Карлсруэ и поступил в Университет Гумбольдта в Берлине, а в 1924 перевёлся в университет Людвига Максимилиана в Мюнхене, где учился у Арнольда Зоммерфельда. С 1926 по 1927 года Гайтлер был аспирантом по стипендии Фонда Рокфеллера, затем работал ассистентом Макса Борна в Институте теоретической физики Гёттингенского университета, а с 1929, защитив диссертацию доктора философии, по 1933 годы — там же доцентом.
В Цюрихе, вместе с Фрицем Лондоном, Гайтлер применил квантовую механику к проблемам строения молекул, введя понятие обменного взаимодействия электронов и впервые рассчитав структуру молекулы, на примере водорода, в работе Wechselwirkung neutraler Atome und homöopolare Bindung nach der Quantenmechanik (Zeitschrift für Physik 44 (1927) 455—472). Это была первая в мире работа по квантовой химии, которая стала одним из основных полей научной деятельности Гайтлера.
В 1933 году после прихода Гитлера к власти, чтобы защитить молодого учёного от государственного антисемитизма, Борн нашёл Гайтлеру позицию научного сотрудника в Бристоле. Затем вместе с другими учёными, покинувшими Германию в этот период, такими как Ганс Бете и Герберт Фрелих, Гайтлер был научным сотрудником Academic Assistance Council в физической лаборатории Вилса и работал над квантовой теорией поля и квантовой электродинамикой.
Вместе с Бете, Гайтлер опубликовал статью по тормозному излучению гамма-квантов в кулоновском поле атомного ядра, в которой они вывели формулу Бете — Гайтлера. Гайтлер также предсказал существование нейтрального пи-мезона.
В 1936 году Гайтлер опубликовал свою основную работу по квантовой электродинамике — Квантовая теория излучения, которая стала важной вехой в дальнейшем развитии квантовой теории. Эта книга многократно переиздавалась и переведена на многие языки мира.
После капитуляции Франции в 1940 году Гайтлер на несколько месяцев был интернирован на остров Мен, а в 1941 году, после 8-летнего пребывания в Бристоле, перешёл на должность профессора Дублинского института передовых исследований, организованного Эрвином Шрёдингером, директором Школы теоретической физики этого института. На протяжении 1942—1943 учебного года Гайтлер подготовил курс волновой механики, записи которого стали основой книги «Элементарная волновая механика: Начальный курс лекций», опубликованной в 1943 году. Эта книга переиздавалась несколько раз и была переведена на французский, итальянский и немецкий язык. Позднее в переработанном виде «Элементарная волновая механика с приложениями к квантовой химии» книга издавалась в 1956 и 1961 годах.
После того, как в 1946 году Шрёдингер ушёл в отставку, Гайтлер стал директором Школы теоретической физики, пока в 1949 году не принял предложение Цюрихского университета и перешёл туда профессором, директором Института теоретической физики, пост которого он занимал до 1974 года.

## Награды
- 1943 — член Ирландской королевской академии
- 1948 — член Лондонского королевского общества
- 1968 — Медаль имени Макса Планка
- 1969 — Премия Марселя Бенуа[англ.][3]
- 1979 — Золотая медаль «Общества Гумбольдтов»[нем.]

## Книги

### Физика
- Walter Heitler Elementary Wave Mechanics: Introductory Course of Lectures Notes taken and prepared by W.S.E. Hickson (Oxford, 1943)
- Walter Heitler Elementary Wave Mechanics (Oxford, 1945, 1946, 1948, 1950)
- Walter Heitler The Quantum Theory of Radiation (Clarendon Press, 1936, 1944, 1947, 1949, 1950, 1953, 1954, 1957, 1960, 1966, 1970)
  - Walter Heitler The Quantum Theory of Radiation (Dover, 1984)
  - В. Гайтлер Квантовая теория излучения. — М.: ИЛ, 1956. — 491 с.
- Walter Heinrich Heitler 14 Offprints: 1928—1947 (1947)
- Walter Heitler Eléments de Mécanique Ondulatoire (Presses Universitaires de France, PUF, Paris, 1949, 1964)
- Walter Heitler Elementi di Meccanica Ondulatoria con presentazione di R.Ciusa (Zuffi, Bologna,1949)
- Walter Heitler Elementary Wave Mechanics With Applications to Quantum Chemistry (Oxford University, 1956, 1958, 1961, 1969)
- В. Гайтлер «Квантовая теория излучения». — М.: Издательство иностранной литературы, 1956. — 490 с.
- Walter Heitler Lectures on Problems Connected with the Finite Size of Elementary Particles (Tata Institute of Fundamental Research. Lectures on mathematics and physics. Physics) (Tata Institute of Fundamental Research, 1961)
- Walter Heitler and Klaus Müller Elementare Wellenmechanik (Vieweg, 1961)
- Walter Heitler Elementare Wellenmechanik. Mit Anwendung auf die Quantenchemie. (Vieweg Friedr. & Sohn Ver, 1961)
- Walter Heitler Wahrheit und Richtigkeit in den exakten Wissenschaften. Abhandlungen der mathematisch- naturwissenschaftlichen Klasse. Jahrgang 1972. Nr. 3. (Akademie der Wissenschaften und der Literatur. Mainz, Verlag der Akademie der Wissenschaften und der Literatur, Kommission bei Franz Steiner Verlag, Wiesbaden, 1972)
- Walter Heitler Über die Komplementarität von lebloser und lebender Materie. Abhandlungen der Mathematisch-Naturwissenschaftlichen Klasse, Jahrg. 1976, Nr. 1 (Mainz, Verlag der Akademie der Wissenschaften und der Literatur, Kommission bei F. Steiner, 1976)

### Наука и религия
- Walter Heitler Der Mensch und die naturwissenschaftliche Erkenntnis (Vieweg Friedr. & Sohn Ver, 1961, 1962, 1964, 1966, 1984)
- Walter Heitler Man and Science (Oliver and Boyd, 1963)
- Walter Heitler Die Frage nach dem Sinn der Evolution (Herder, 1969)
- Walter Heitler Naturphilosophische Streifzüge (Vieweg Friedr. & Sohn Ver, 1970, 1984)
- W. Heitler Naturwissenschaft ist Geisteswissenschaft (Zürich : Verl. die Waage, 1972)
- K. Rahner, H.R. Schlette, B. Welte, R. Affemann, D. Savramis, W. Heitler Gott in dieser Zeit (C. H. Beck, 1972) ISBN 340602484X
- Walter Heitler Die Natur und das Göttliche (Klett & Balmer; 1. Aufl edition, 1974) ISBN 978-3720690010
- Walter Heitler Gottesbeweise? Und weitere Vorträge (1977) ISBN 978-3264901009
- Walter Heitler La Nature et Le Divin (A la Baconniere, 1977)
- Walter Heitler Schöpfung, die Öffnung der Naturwissenschaft zum Göttlichen (Verlag der Arche, 1979) ISBN 978-3716016633
- Walter Heitler Schöpfung als Gottesbeweis. Die Öffnung der Naturwissenschaft zum Göttlichen (1979)